# Llei de l'efecte
La llei de l'efecte, formulada per Edward Thorndike, és una llei sobre el comportament de cort conductista.
Segons aquesta llei, les respostes que siguin seguides (contigüitat) de conseqüències reforçants seran associades a l'estímul i tindran major probabilitat d'ocurrència quan l'estímul torni a aparèixer.
Per contra, si la resposta a l'estímul va seguida d'una conseqüència aversiva, l'associació serà més feble, amb el que la probabilitat d'ocurrència serà menor.
No obstant això, es va haver de revisar aquesta teoria, ja que en la pràctica, la conseqüència aversiva, no complia la fi d'afeblir la connexió entre estímul i resposta sinó que en alguna mesura semblava tenir conseqüències de plaer en comptes de manifestar la resposta per a tal fi.
En aquesta llei es basen moltes de les teories formulades per B.F. Skinner, principalment amb les teories del reforçament tant positiu com a negatiu.